# Угода про адаптацію Договору про звичайні збройні сили в Європі
Угода про адаптацію Договіру про звичайні збройні сили в Європі (ДЗЗСЄ) — міжнародна угода, підписана 19 листопада 1999 року на стамбульському саміті  ОБСЄ.
Було розроблено з метою врегулювання військового дисбалансу, пов'язаного з масштабними військово-політичними змінами, що відбулися в Європі після підписання в 1990 році Договору про звичайні збройні сили в Європі,— розпадом СРСР, розпуском Організації Варшавського договору (ОВС), Розширення НАТО і вступом до нього ряду колишніх держав-членів ОВС та пострадянських держав.
На основі адаптованого ДЗЗСЄ передбачалося здійснити перехід від блокової структури ДЗЗСЄ до національних та територіальних рівнів озброєнь та техніки для кожної держави-учасниці. Угода про адаптацію ДЗЗСЄ не було ратифіковано жодною з країн НАТО і так і не набуло чинності.
13 липня 2007 президент Росії Володимир Путін підписав Указ «Про зупинення Російською Федерацією дії Договору про звичайні збройні сили в Європі та пов'язані з ним міжнародні договори», а 29 листопада 2007 було прийнято відповідний закон.
10 березня 2015 року Російська Федерація оголосила про зупинення своєї участі у засіданнях Спільної консультативної групи з Договору про звичайні збройні сили в Європі. Таким чином, як заявили в МЗС РФ, оголошене Росією в 2007 році призупинення дії ДЗЗСЄ стало повним. .

## Договір про звичайні збройні сили в Європі
Договір про звичайні збройні сили в Європі (ДЗЗСЄ) був підписаний 19 листопада 1990 ріка повноважними представниками шістнадцяти держав-учасниць НАТО (Бельгія, Велика Британія, Німеччина, Греція, Данія, Ісландія, Іспанія, Італія, Канада, Люксембург, Нідерланди, Норвегія, Португалія, США, Туреччина та Франція) та шести держав-учасниць Організації Варшавського договору ( ОВД) (Болгарія, Угорщина, Польща, Румунія, СРСР і Чехословаччина) і вступив до силу 9 листопада 1992 року.
Договір встановлював рівновагу звичайних збройних сил держав-учасниць двох військово-політичних союзів на зниженому рівні, одночасно обмежуючи можливості розміщення їх звичайних озброєнь вздовж лінії зіткнення між блоками і перешкоджаючи таким чином створенню потенціалу для раптового нападу великомасштабних наступальних дій у Європі.
В основі ДЗЗСЄ лежала система кількісних обмежень на п'ять основних категорій звичайних озброєнь і техніки в звичайних збройних силах держав-учасниць в районі застосування Договору (від Атлантичного океану до уральських гір, річки Урал і Каспійського моря, включаючи острівні території) — бойові танки, бойові броньовані машини, артилерію, ударні вертольоти та бойові літаки.

## Угода про адаптацію ДЗЗСЄ
Угода про адаптацію ДЗЗСЄ, підписана 19 листопада 1999 ріка на Стамбульском саміті ОБСЄ, була розроблена з метою врегулювання військового дисбалансу, пов'язаного з масштабними військово-політичними змінами, що відбулися у Європі після підписання в 1990 році Договору про звичайні збройні сили в Європі, — розпадом СРСР, розпуском Організації Варшавського договору, розширенням НАТО та вступом до нього ряду колишніх держав-членів ОВС та пострадянських держав (Латвії, Литви та Естонії).
Цією Угодою замість зонально-групової системи квот (за ознакою членства у військово-політичних союзах часів «холодної війни») запроваджувалися національні та територіальні ліміти для кожної держави-учасниці (останні передбачали можливість розміщення на території держав бойової техніки) інших країн, але не вище за обумовлений рівень). Передбачалося, що режим адаптованого ДЗЗСЄ сприятиме зміцненню безпеки кожної держави-учасниці незалежно від її приналежності до військово-політичних союзів.
Квота Росії практично не змінювалася в порівнянні з Ташкентською угодою про принципи та порядок виконання ДЗЗСЄ, підписаною низкою пострадянських держав 15 травня 1992 ріка, — 6 350 танків , 11 280 бронемашин, 6 315 артилерійських систем, 3 416 літаків та 855 гелікоптерів. Одночасно флангові квоти Російської Федерації (на північному заході Європейської частини Росії і на Північний Кавказ Північному Кавказі) збільшувалися до 1 300 танків, 2 140 бронемашин і 1 680 артилерійських систем.
Нові квоти встановлювалися для наступних країн:
- Бельгія - 300 танків, 989 ББМ, 288 артилерійських систем, 209 бойових літаків, 46 ударних гелікоптерів.
- Велика Британія — 843 танки, 3 017 ББМ, 583 артилерійські системи, 855 бойових літаків, 350 ударних гелікоптерів.
- Німеччина — 3 444 танки, 3 281 ББМ, 2 255 артилерійських систем, 765 бойових літаків, 280 ударних гелікоптерів.
- Голландія — 520 танків, 864 ББМ, 485 артилерійських систем, 230 бойових літаків, 50 ударних гелікоптерів.
- Греція — 1 735 танків, 2 498 ББМ, 1 920 артилерійських систем, 650 бойових літаків, 65 ударних гелікоптерів.
- Данія - 335 танків, 336 ББМ, 446 артилерійських систем, 82 бойових літака, 18 ударних гелікоптерів.
- Іспанія — 750 танків, 1 588 ББМ, 1 276 артилерійських систем, 310 бойових літаків, 80 ударних гелікоптерів.
- Італія — 1 267 танків, 3 172 ББМ, 1 818 артилерійських систем, 618 бойових літаків, 142 ударні вертольоти.
- Норвегія - 170 танків, 275 ББМ, 491 артилерійська система, 100 бойових літаків, 24 ударних вертольота.
- Словаччина — 478 танків, 683 ББМ, 383 артилерійські системи, 100 бойових літаків, 40 ударних гелікоптерів.
- США — 1 812 танків, 3 037 ББМ, 1 553 артилерійські системи калібру, 784 бойові літаки, 396 ударних гелікоптерів.
- Туреччина — 2 795 танків, 3 120 ББМ, 3 523 артилерійські системи, 750 бойових літаків, 130 ударних гелікоптерів.
- Франція — 1 226 танків, 3 700 ББМ, 1 192 артилерійські системи, 800 бойових літаків, 374 ударні вертольоти.
- Чехія — 957 танків, 1 367 ББМ, 767 артилерійських систем, 230 бойових літаків, 50 ударних гелікоптерів.

Квоти країн колишнього СРСР, а також Болгарії, Угорщини, Ісландії, Канади, Люксембургу, Польщі, Португалії та Румунії не змінювалися порівняно з первісним варіантом ДЗЗСЄ.
Угода про адаптацію ДЗЗСЄ була підписана 30 державами (країни НАТО, Ташкентської угоди, а також Болгарія, Румунія та Словаччина). Ратифіковано воно було лише Білорусь, Білорусь, Казахстан, Росією та Україною і так і не набуло чинності.
Грузія та Молдова відмовилися розпочати процес ратифікації, вимагаючи виконання Росією зобов'язань про виведення військ з їхньої території, які Росія взяла на себе у Стамбулі. На цій основі країни НАТО також блокували процес ратифікації Угоди. Позиція Росії полягала в тому, що угоди з Грузією та Молдовою, підписані в Стамбулі до підписання Угоди про адаптацію ДЗЗСЄ, мали двосторонній характер і не мали стосунку до ДЗЗСЄ, а тому не мали перешкоджати ратифікації Угоди іншими країнами.
Прибалтійські держави (Латвія, Литва та Естонія) та балканські країни (Словенія, Албанія та Хорватія), які вступили до НАТО у 2004 та 2009 роках, відмовилися приєднуватися до ДЗЗСЄ.

## Мораторій та зупинення дії Договору
26 квітня 2007 року російський президент Володимир Путін у своєму зверненні до Федеральних зборів заявив про можливе оголошення мораторію на виконання Росією умов ДЗЗСЄ у зв'язку з тим, що країни НАТО не ратифікували Угоду про адаптацію ДЗЗСЄ від 1999 року. Дію мораторію, за його словами, планувалося зберегти доти, доки всі країни НАТО без винятку не ратифікують договір і не почнуть його суворо виконувати. У разі «відсутності прогресу на переговорах» Путін пообіцяв припинити виконання Росією зобов'язань щодо ДЗЗСЄ.
13 липня 2007 року Володимир Путін підписав Указ «Про зупинення Російською Федерацією дії Договору про звичайні збройні сили в Європі та пов'язані з ним міжнародні договори».
У грудні 2007 року односторонній російський мораторій на виконання ДЗЗСЄ набув чинності. У той же час, російська сторона з урахуванням звернень низки держав-учасниць ДЗЗСЄ ухвалила рішення як виняток продовжити участь у роботі Спільної консультативної групи з ДЗЗСЄ, розраховуючи, що цей майданчик буде задіяний для розробки нового режиму контролю над звичайними озброєннями. 10 березня 2015 ріка Російська Федерація оголосила про зупинення своєї участі у засіданнях СКГ, визнавши продовження участі у засіданнях СКГ безглуздим з політичної та практичної точок зору. Таким чином, як заявили в МЗС РФ, оголошене Росією в 2007 році призупинення дії ДЗЗСЄ стало повним.